# Parc national des Pyrénées
 (août 2021).
Le parc national des Pyrénées ou encore le parc national des Pyrénées occidentales, créé par Pierre Chimits en mars 1967, est l'un des onze parcs nationaux de France. Il est situé au sud du pays dans la partie occidentale du massif montagneux des Pyrénées, à cheval sur les départements des Hautes-Pyrénées (actuelle région Occitanie) et des Pyrénées-Atlantiques (actuelle région Nouvelle-Aquitaine). Les régions actuelles sont en vigueur depuis 2016.
Le parc a pour but, par une règlementation stricte, de préserver la beauté des sites et de protéger les espèces végétales et animales menacées de disparition.
Le parc national des Pyrénées comprend deux zones : la zone centrale, appelée « cœur de parc » depuis la loi de 2006, et la zone périphérique, appelée « aire optimale d'adhésion ». L'intérêt de cette distinction est la réglementation plus souple dans la zone périphérique, destinée à bénéficier d'investissements d'ordres économique, social et culturel afin de freiner l'exode rural et de développer l'équipement touristique de la région.

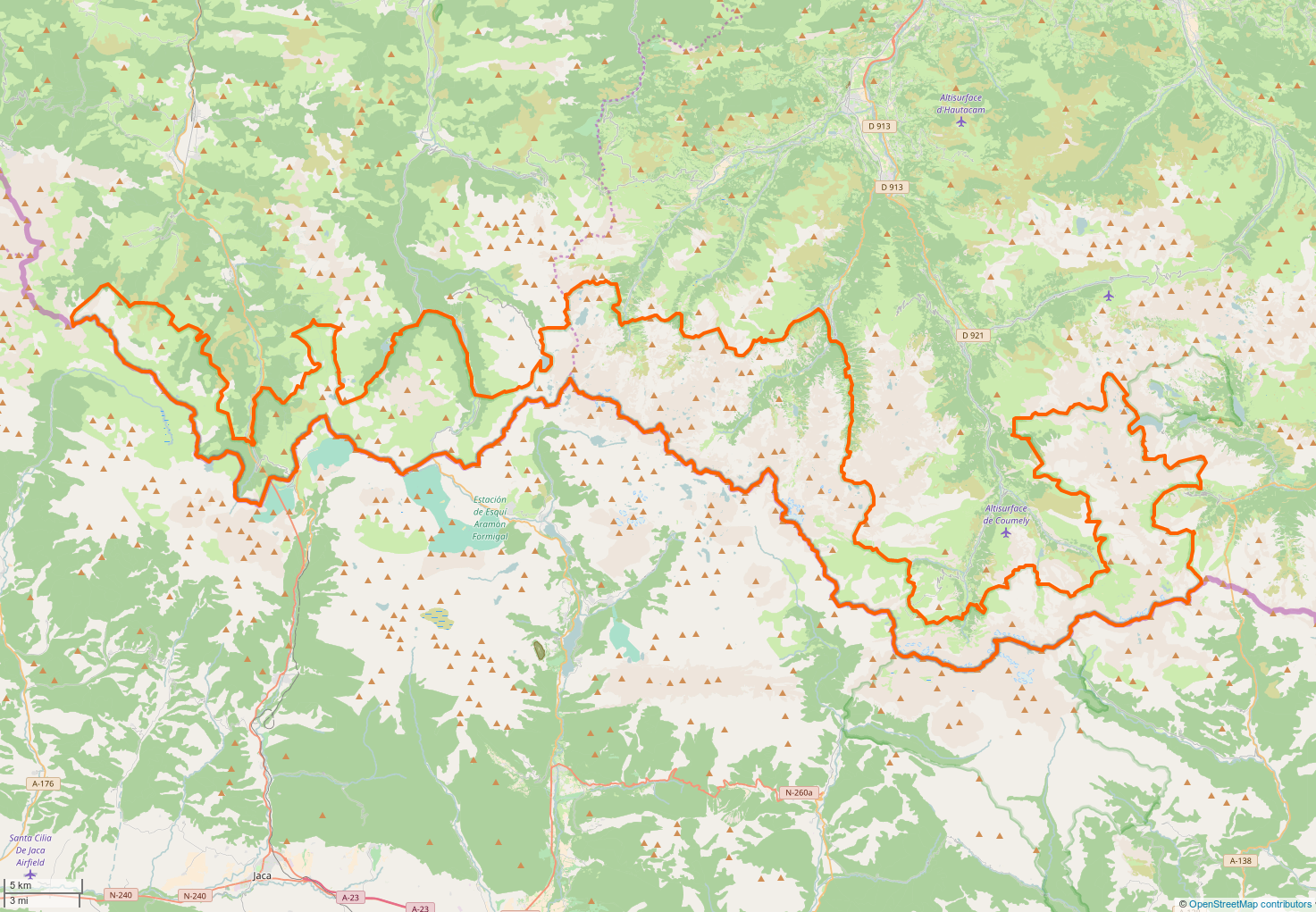
Périmètre du cœur du parc national.

Le cœur du parc a une superficie de 45 707 ha, sur 15 communes, avec une altitude minimale de 1 273 mètres et maximale de 3 298 mètres (Le Vignemale). La zone périphérique a une superficie de 206 352 ha, sur 65 communes.
Depuis 1997, une partie du parc national des Pyrénées, située dans les Hautes-Pyrénées, et le parc national d'Ordesa et du Mont-Perdu constituent, avec quelques zones espagnoles adjacentes, l'ensemble Pyrénées-Mont Perdu inscrit sur la liste du patrimoine mondial de l'UNESCO au titre des paysages naturels et des paysages culturels.
En France, dans les Hautes-Pyrénées, les cirques de Gavarnie (dont la brèche de Roland), d'Estaubé et de Troumouse ainsi que la muraille de Barroude offrent des aspects particuliers de ce site de haute montagne. Ce sont des cirques d'origine glaciaire, aux hautes parois escarpées. L'aménagement des pâturages de moyenne montagne, des granges d'altitude est un témoin d'une activité agro-pastorale encore présente.

## Histoire et gestion
En 1935, la Société nationale d'acclimatation de France, fondée en 1854 et devenue ensuite la Société nationale de protection de la nature, créé la réserve naturelle du Néouvielle, intégrée en 1968 au parc national des Pyrénées.
Le parc est créé par le décret no 67-265 du 23 mars 1967.
Son siège est à Tarbes (Hautes-Pyrénées), Villa Fould. Construite en 1850, cette noble bâtisse de briques, pierres et bois fut la demeure d'Achille Fould, grand homme politique du Second Empire, ministre des finances puis ministre d'État aux côtés de Napoléon III. Elle est située au sein du parc Paul-Chastellain, un parc paysagé de 2,3 ha avec un plan d'eau alimenté par des cascades, dans le centre de Tarbes.

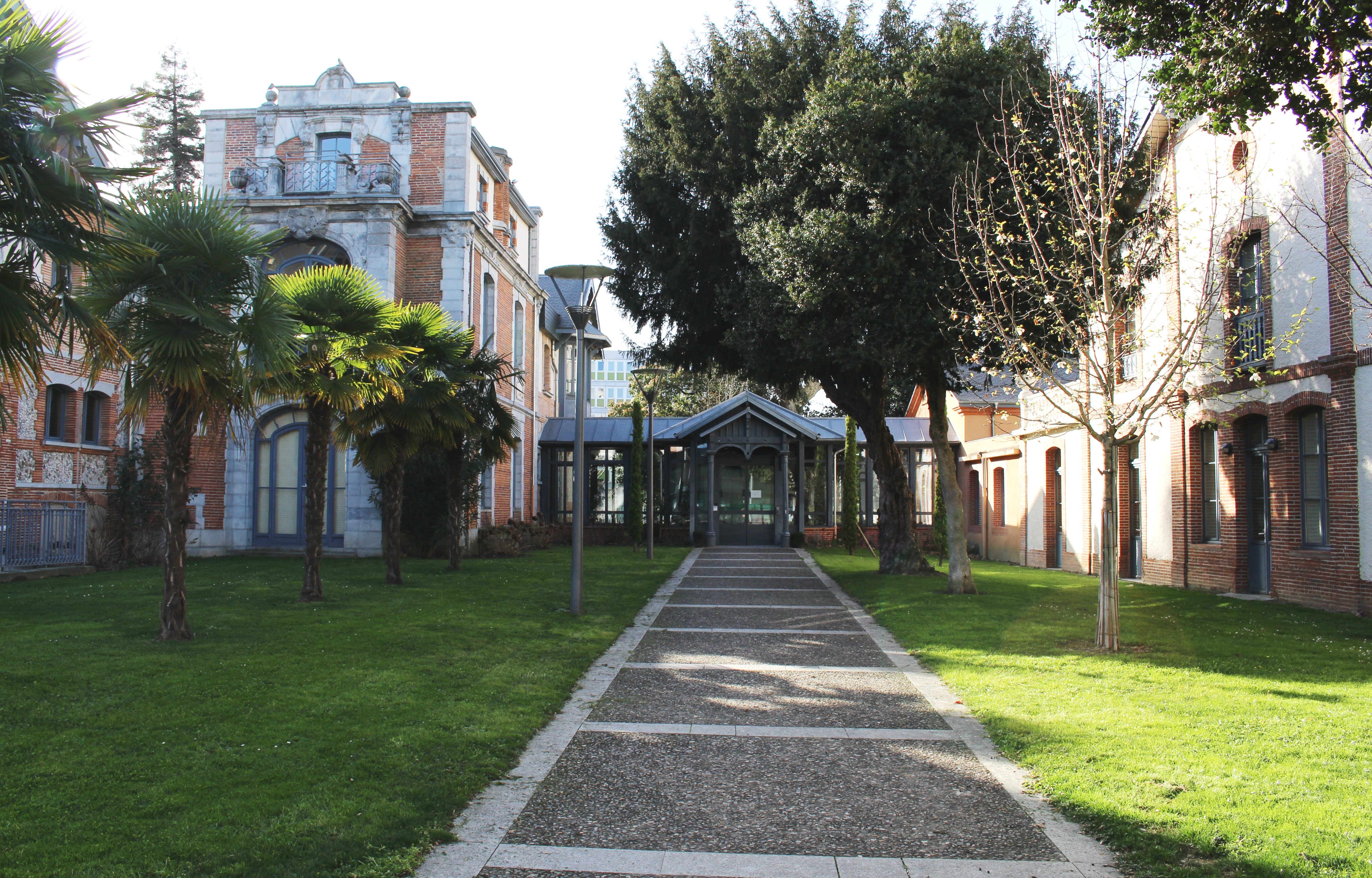
Villa Fould.
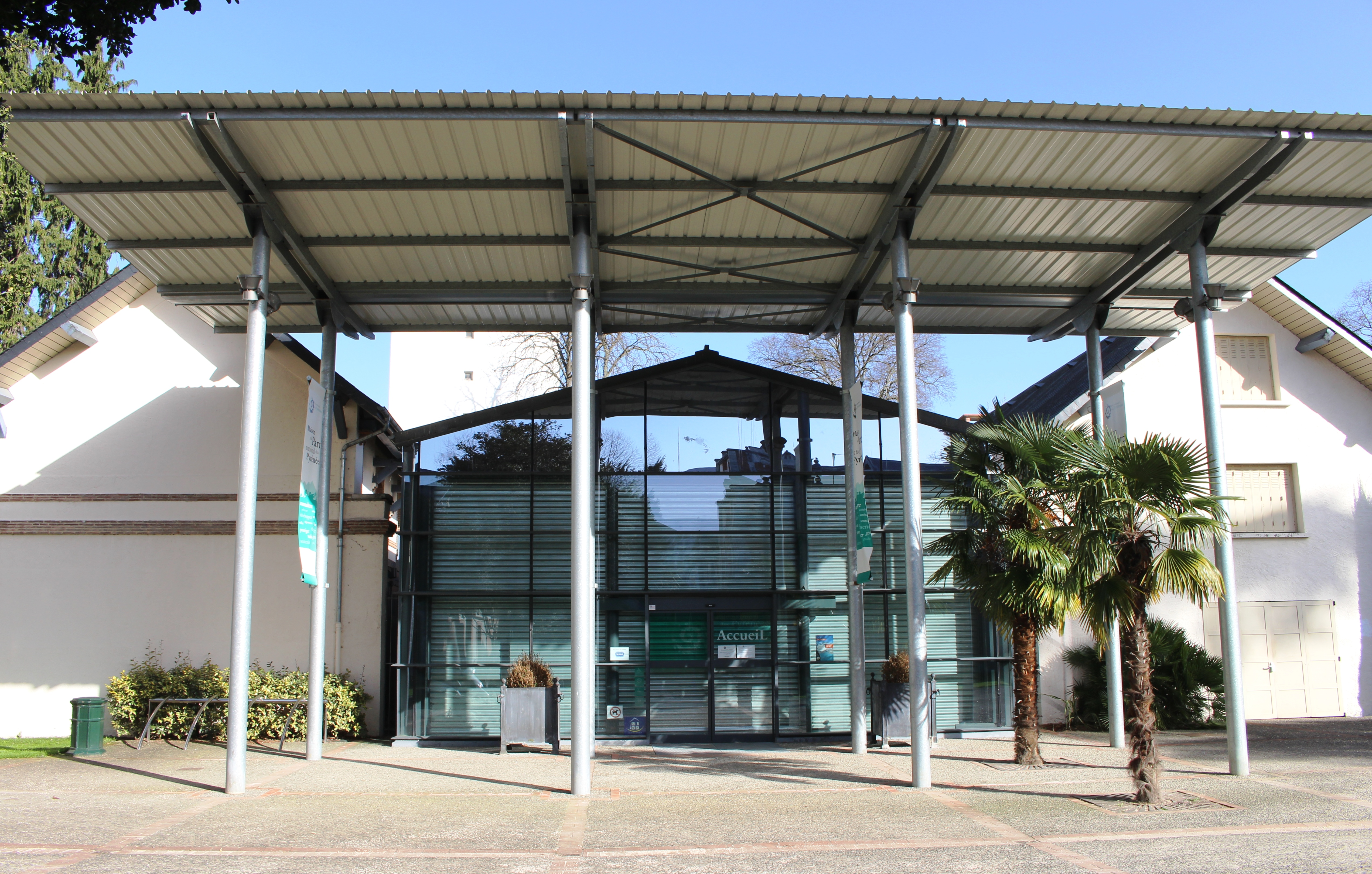
Salle d'exposition.
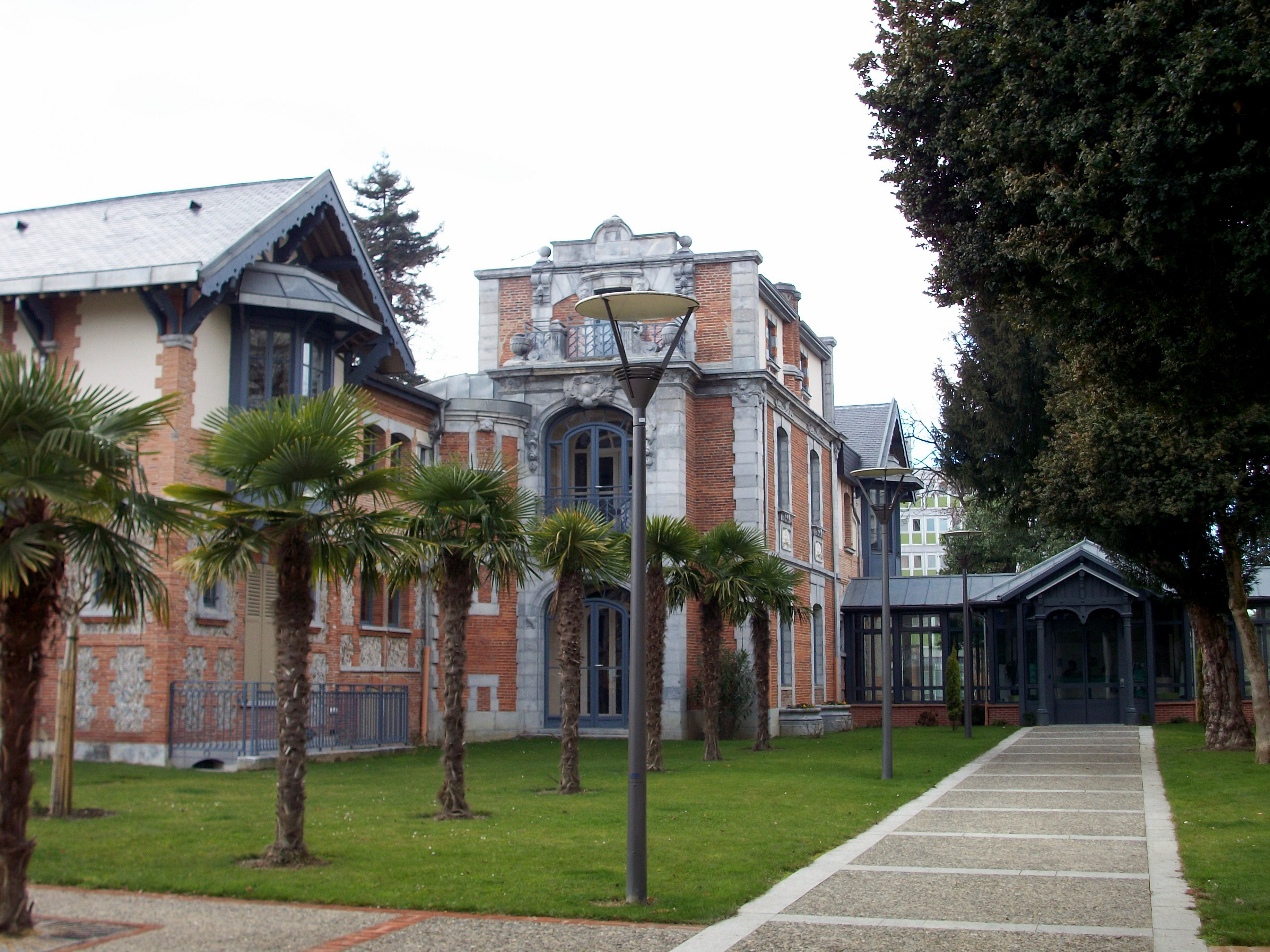
Siège du Parc.
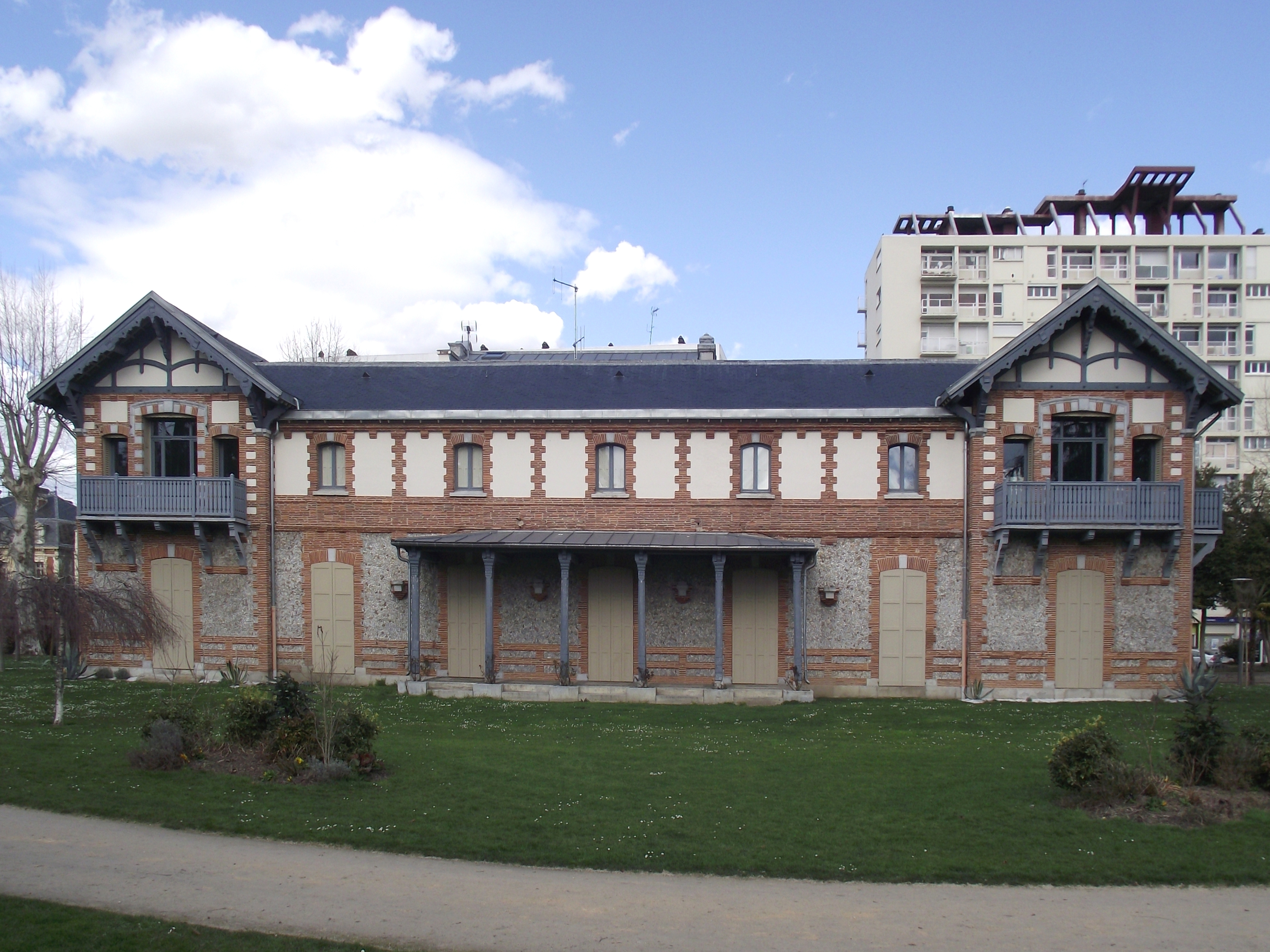
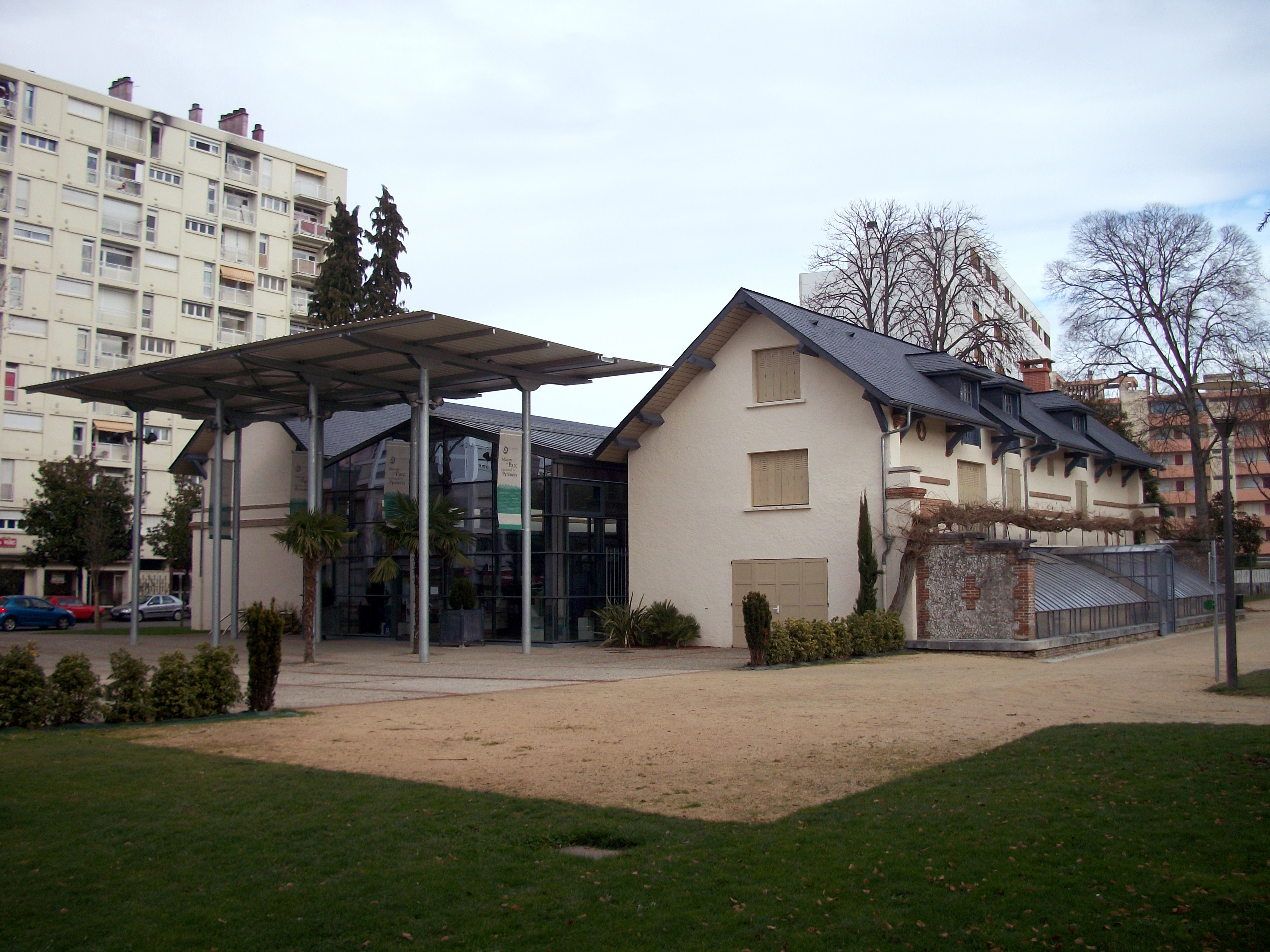
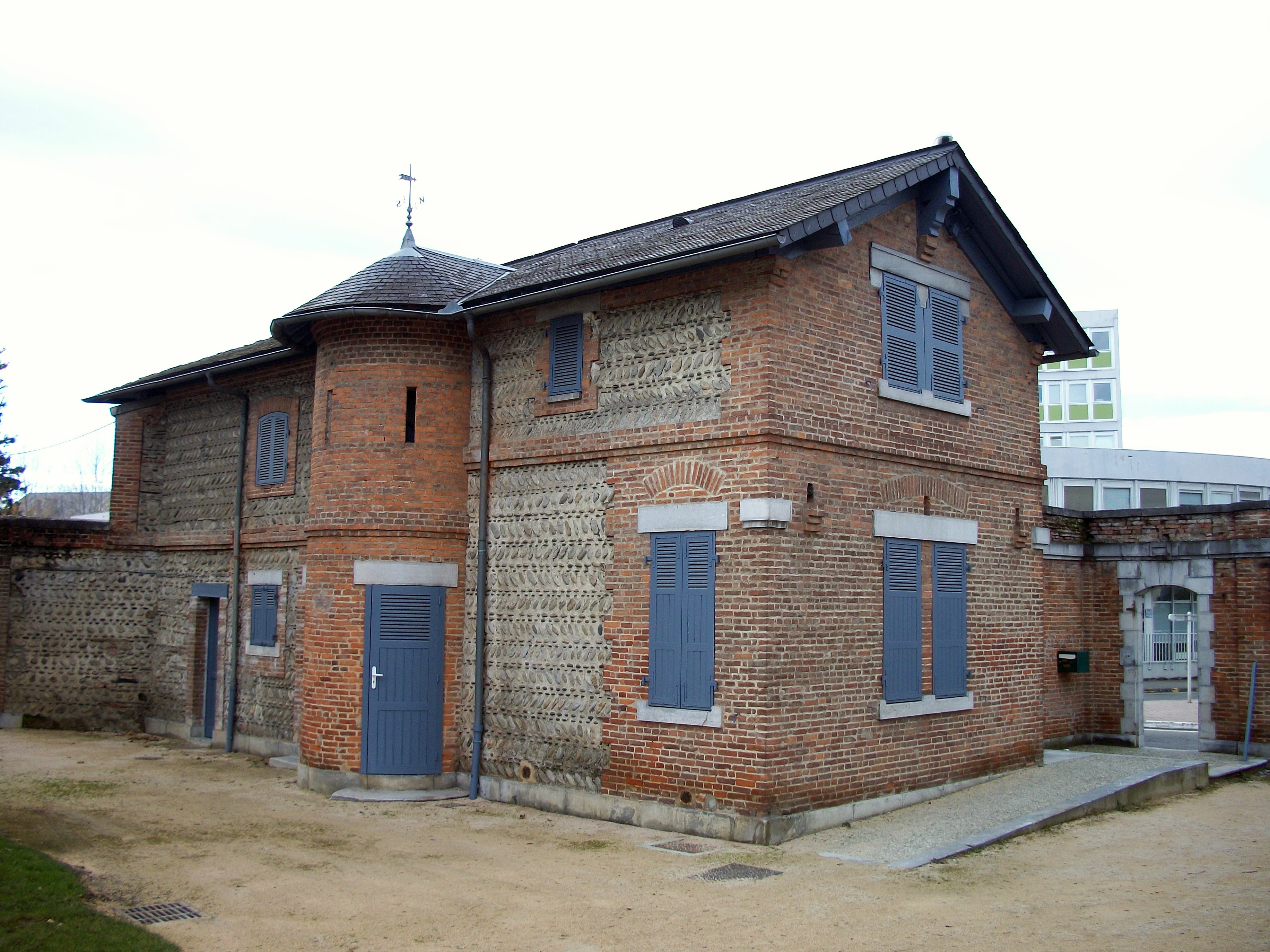

## Géographie

### Relief

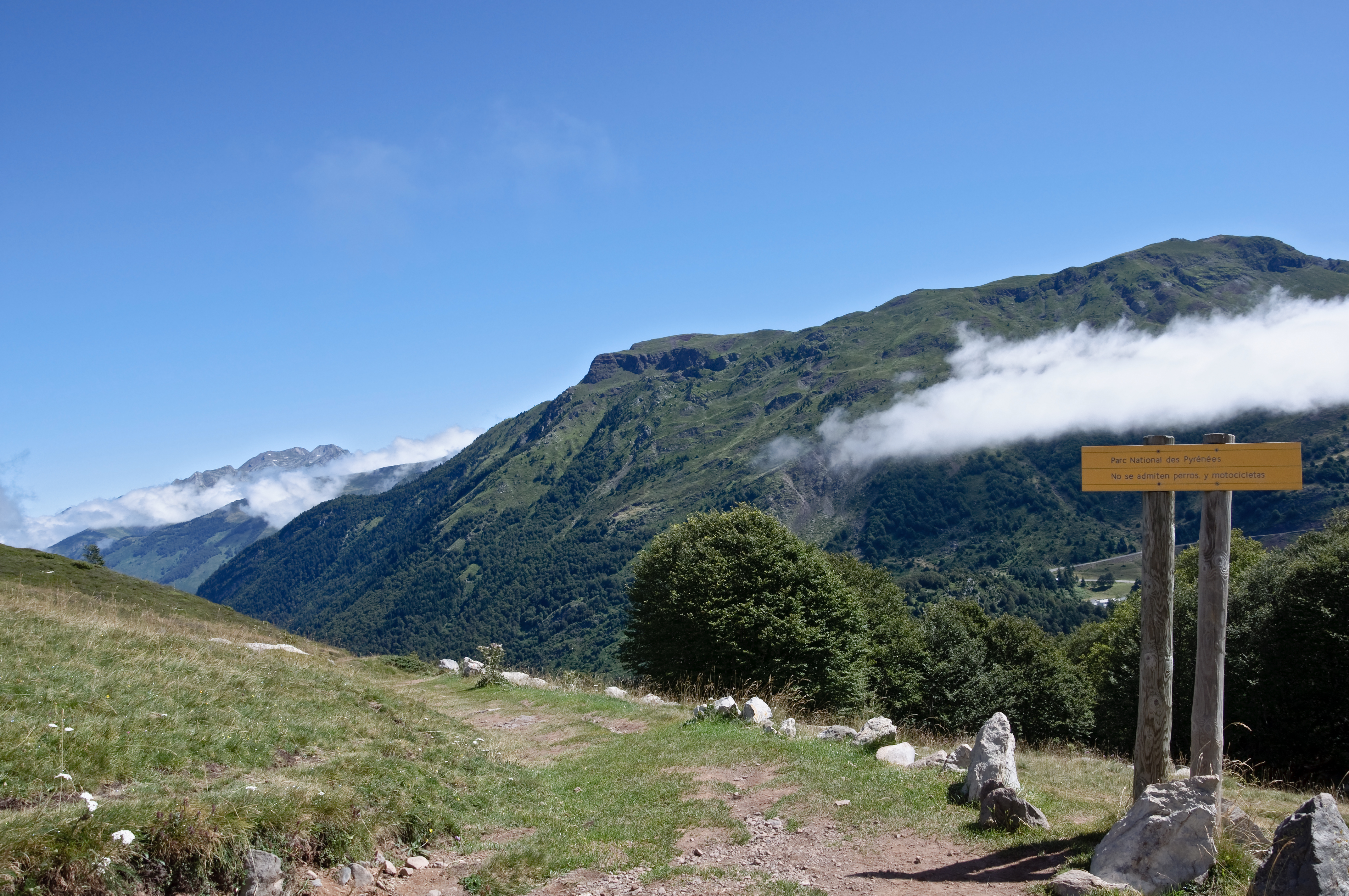
Le parc national des Pyrénées sur les contreforts de la vallée d'Aspe.

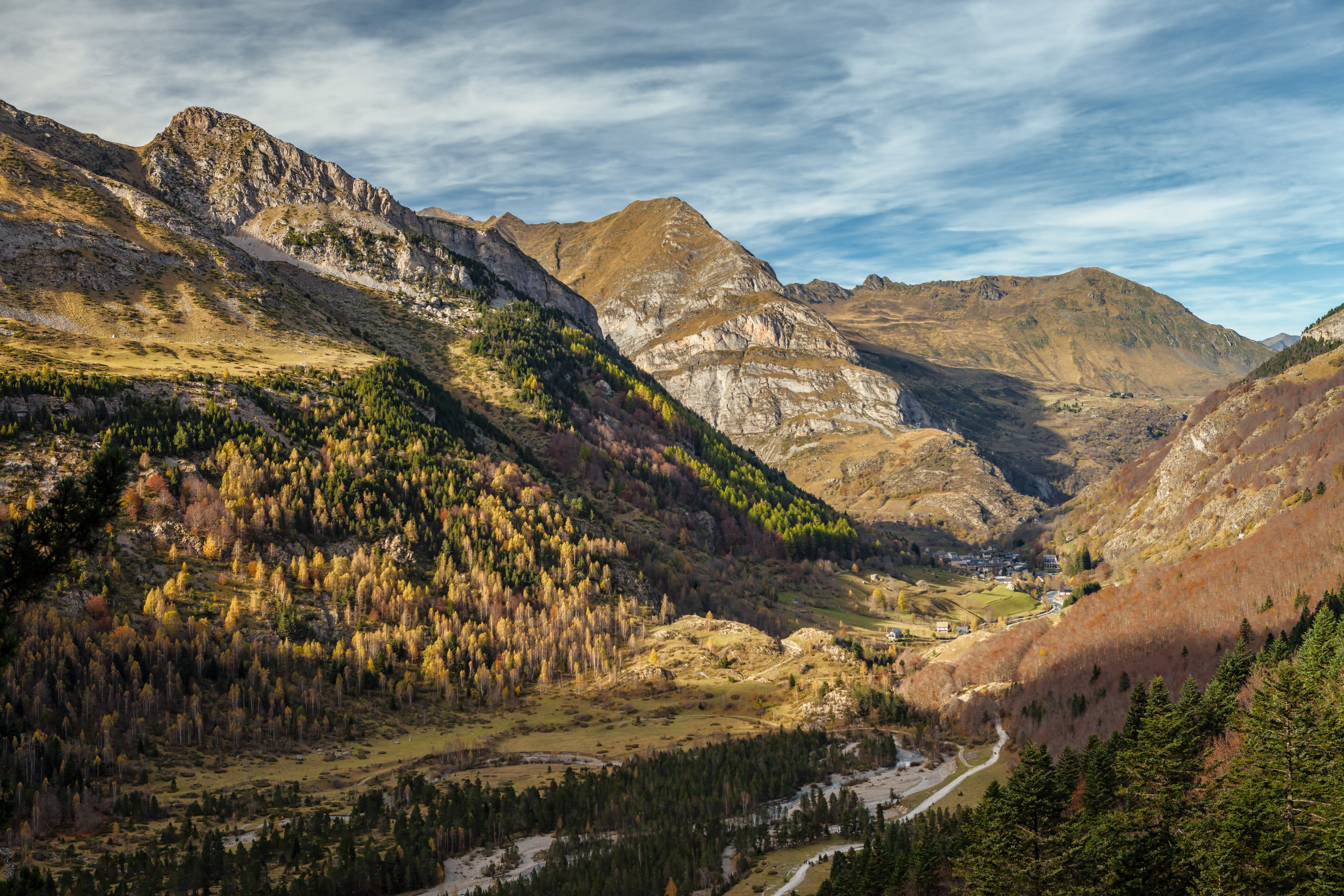
La vallée de Gavarnie, dans le parc national des Pyrénées. Octobre 2017.

Le parc national de Pyrénées s'étend principalement (60%) dans le département des Hautes-Pyrénées. Il comprend, d'ouest en est, la haute vallée d'Aspe et la réserve du pic du Midi d'Ossau, situées dans les Pyrénées-Atlantiques et dans le département des Hautes-Pyrénées : le pic du Balaïtous, le massif du Vignemale, les cirques de Gavarnie, Estaubé, Troumouse, Marcadau et la muraille de Barroude et se termine dans la haute vallée d'Aure au pic de Néouvielle, au nord-est de Gavarnie.

Parc national des Pyrénées, refuge des Espuguettes sur le fond de cirque de Gavarnie et brèche de Roland. Octobre 2017.

Adossé à la frontière espagnole, le parc communique sur plus de 100 km avec le « Parque Nacional Ordesa y Monte Perdido » (parc national d'Ordesa et du Mont-Perdu, en Espagne) ainsi qu'avec les réserves naturelles du Néouvielle (2 313 ha) et de l'Ossau.
Le parc des Pyrénées possède 230 lacs d'altitude et les plus hauts sommets des Pyrénées françaises.

## Vie sauvage

### Flore
Il est l'un des plus riches de l'Hexagone par la variété de sa flore (12 % d'espèces endémiques), il abrite 2 500 espèces végétales supérieures dont plus de 200 endémiques dont la pensée de Lapeyrouse ou la vesce argentée.

### Faune
Il est aussi l'un des plus riches par la variété de sa faune.
Il abrite 4 000 espèces animales dont 250 vertébrés : 1 000 espèces de coléoptères, 300 espèces de papillons, des isards — le symbole du parc —, 200 espèces d’oiseaux, de nombreux rapaces menacés de disparition comme les gypaètes, les vautours percnoptères, les aigles royaux. La population de vautours fauves. Des marmottes ont été introduites à partir des Alpes en 1948. Parmi les 64 espèces de mammifères qui y vivent, le parc abrite un mammifère semi-aquatique très rare, le desman des Pyrénées, quasiment impossible à observer directement. On y trouve des genettes et des ours bruns, dont le dernier de lignée pyrénéenne.
Ces ultimes ours bruns des Pyrénées, des mâles, évoluent dans les vallées d'Aspe et d'Ossau. En Pyrénées centrales, trois ours bruns originaires de Slovénie ont été réintroduits - deux femelles en 1996 et un mâle en 1997 - et se sont bien acclimatés en dépit de la disparition d'une des ourses suitées tuée par un chasseur lors d'une battue en 1997. On peut craindre cependant que ces relâches ne suffisent pas à préserver l'ours brun des Pyrénées de l'extinction définitive, car, en dessous de trente individus, on se trouve en présence d'une population sub-critique. De plus, l'ours brun ne fait pas l'unanimité dans la population locale et il est accusé de faire des dégâts dans les troupeaux[Par qui ?].
Le bouquetin ibérique (Capra pyrenaica victoriae), sous-espèce de bouquetin semblable au bouquetin des Pyrénées (éteinte officiellement en 2000), est également présent dans le parc national des Pyrénées depuis 2013. En 2020, plus de deux cent cinquante bouquetins occupent le territoire du parc national des Pyrénées.

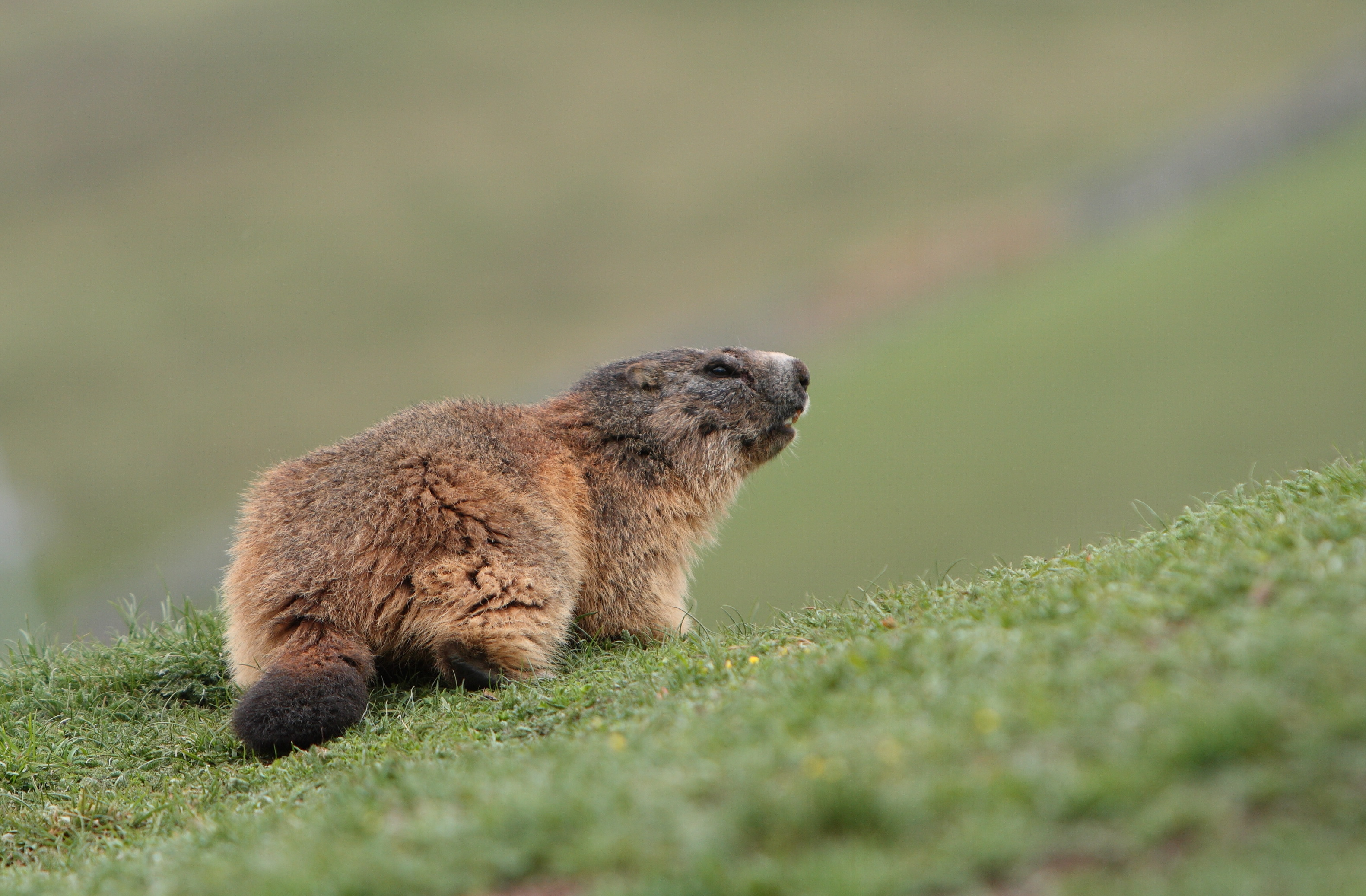
Marmotte des Alpes
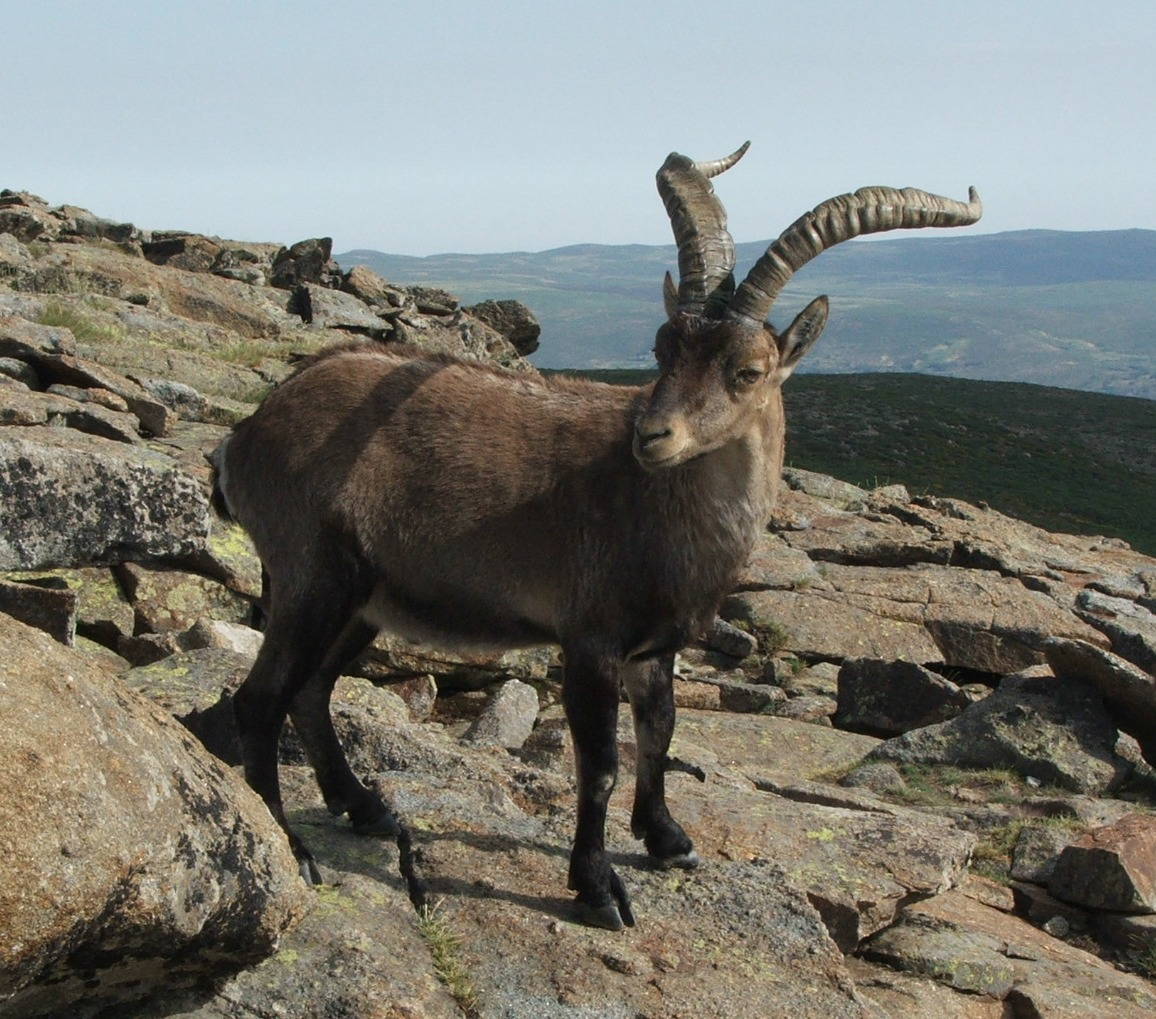
Bouquetin ibérique

## Tourisme
Le parc national des Pyrénées et les lacs du Néouvielle,,sont un lieu propice à la randonnée.

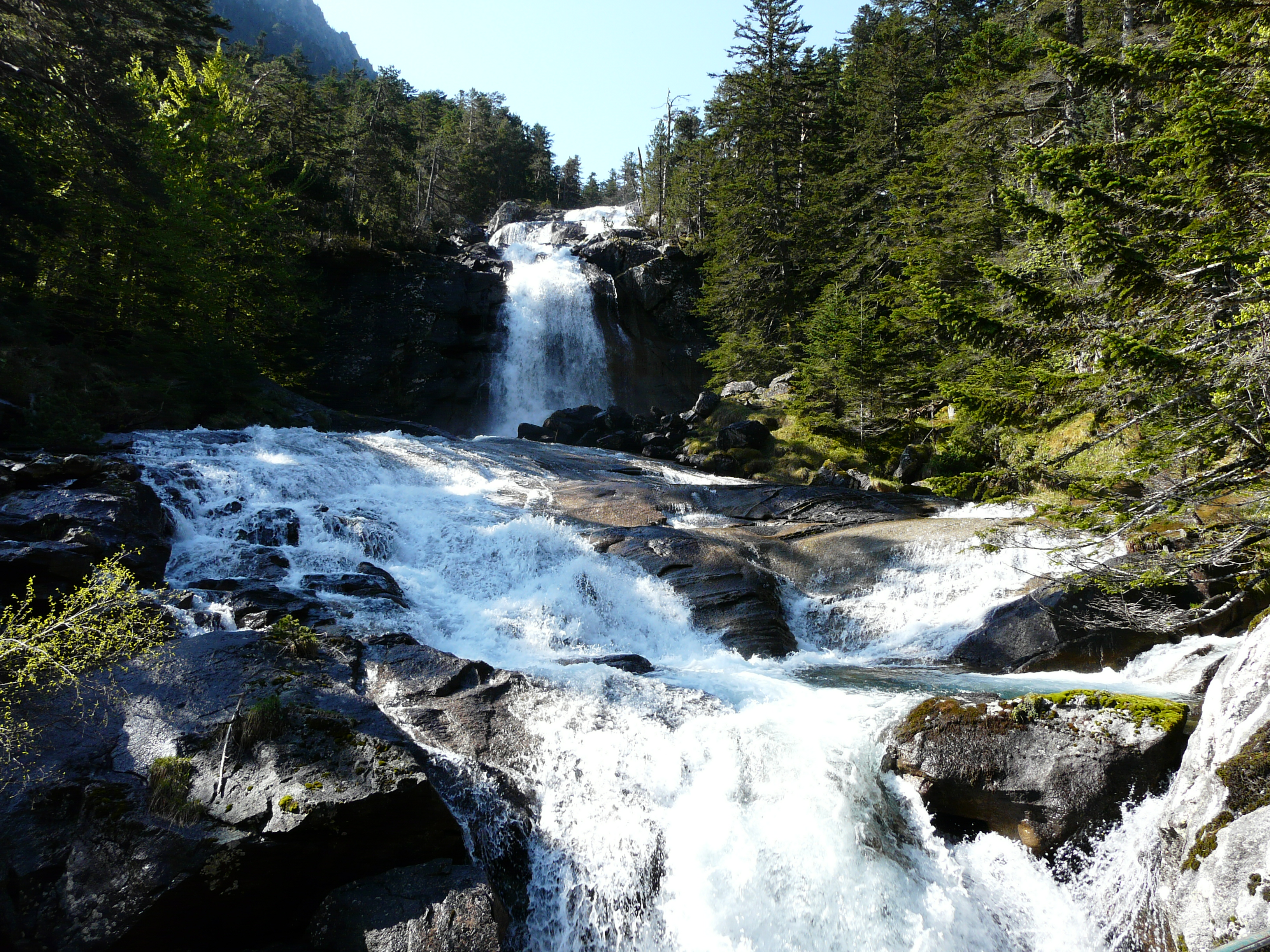
Chutes d'eau du pont d'Espagne
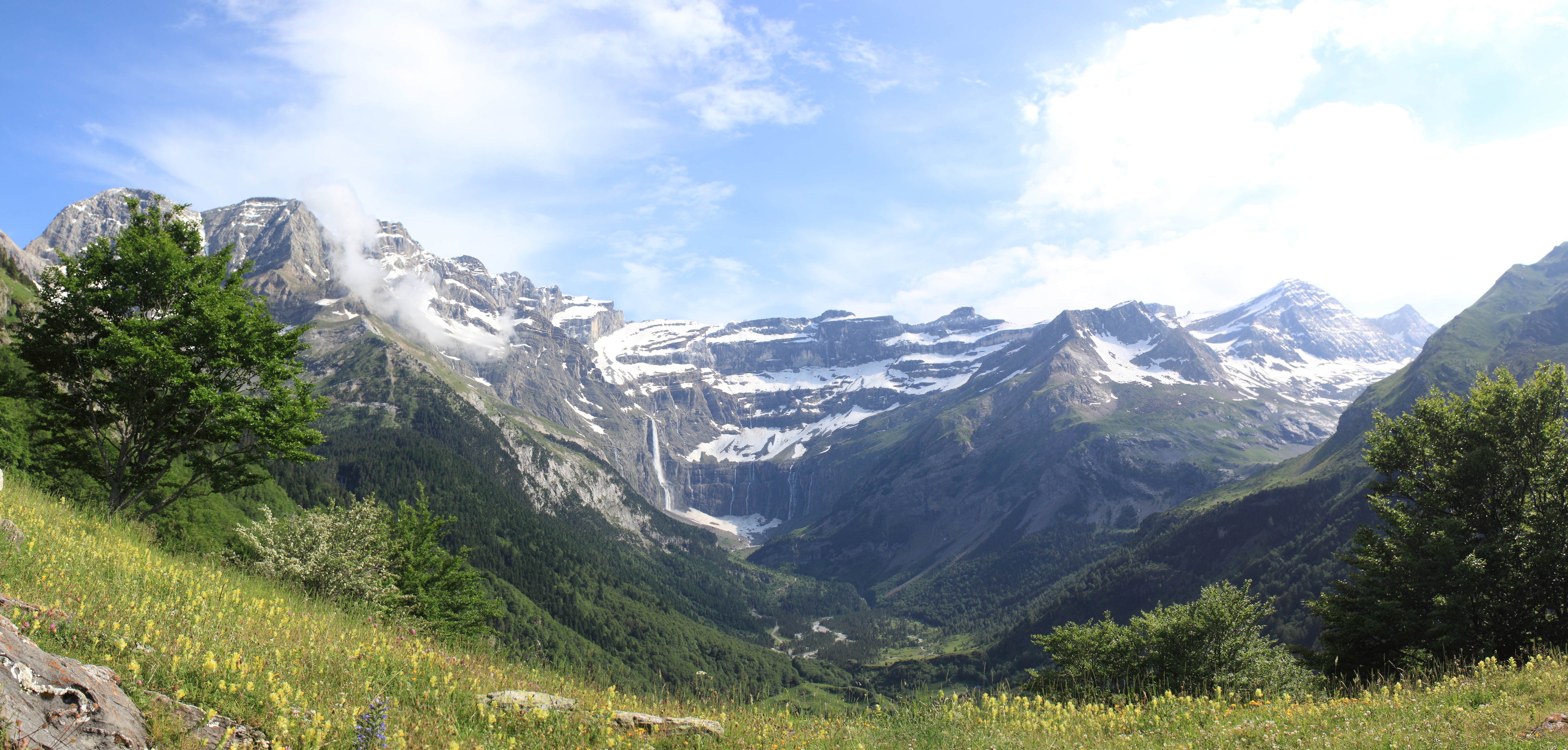
Panorama du cirque de Gavarnie et de sa cascade
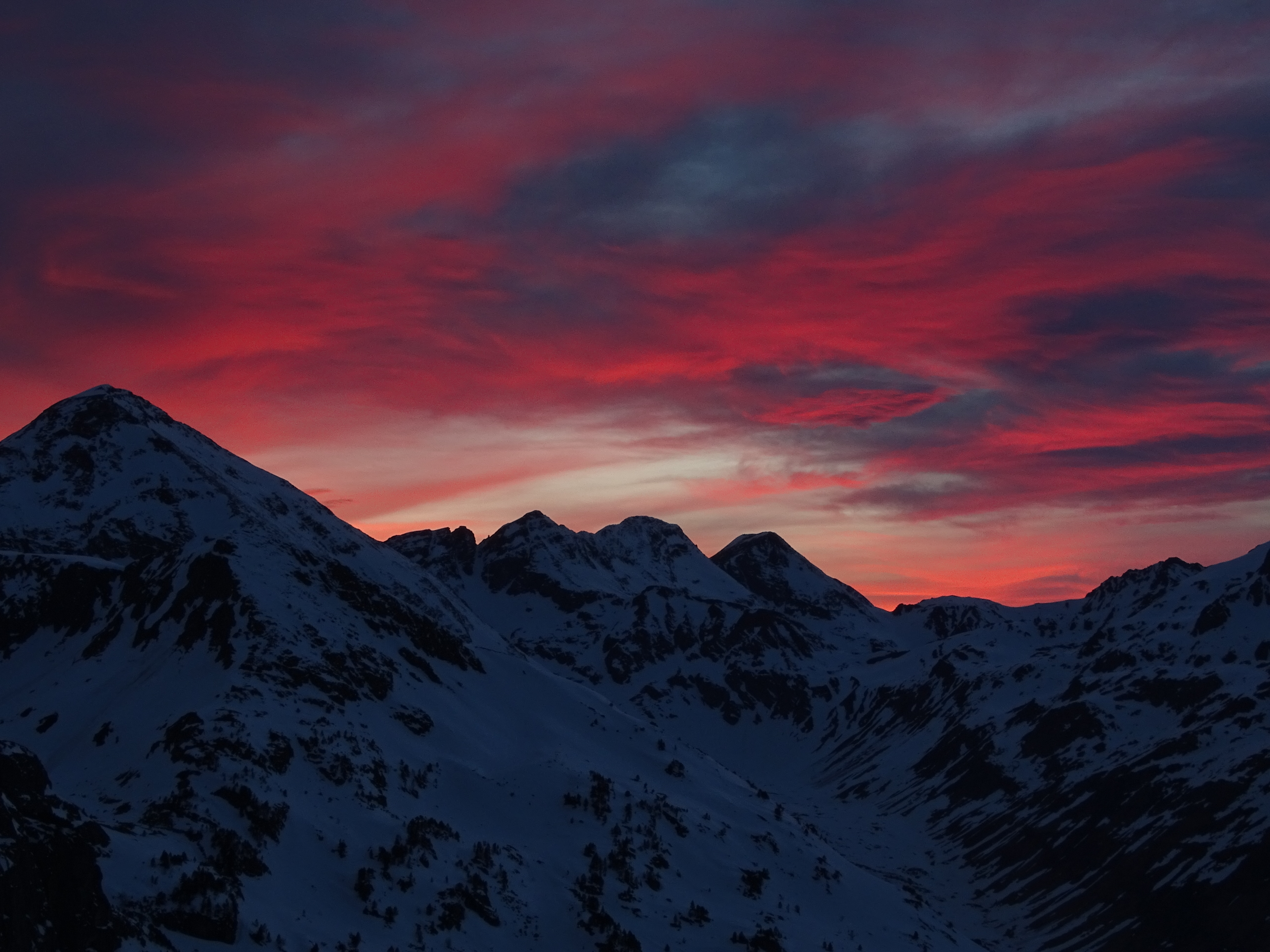
Coucher de soleil dans le parc.

On compte près d'un million de visiteurs par an (source observatoire des Hautes-Pyrénées 2012)
Les vallées les plus visitées sont, par ordre décroissant :
- Vallée de Luz
- Vallée d'Aure et Néouvielle
- Vallée de Cauterets
- Vallée d'Ossau
- Val d'Azun
- Vallée d'Aspe

Les sites touristiques les plus visités sont, par ordre décroissant :
- Cirque de Gavarnie
- Lac d'Orédon
- Lac de Cap de Long
- Lac de Gaube, vallée du Marcadau, pont d'Espagne
- Lac de l'Oule
- Haute-vallée d'Aspe
- Lac d'Estaing
- Lac de Bious-Artigues
- Lac de Suyen, Tech
- Cirque de Troumouse
- Vallée de Lutour
- Vallée des Espécières
- Cirque d'Estaubé
- Vallée d'Ossoue